# Valvola di rientrata dell'aria
Nella tecnica della locomotiva a vapore si definisce valvola di rientrata dell'aria (o di rientro o di aspirazione dell'aria o rompivuoto) una valvola che, durante la marcia col regolatore chiuso, previene l'aspirazione di gas caldi e di combustibile non bruciato dalla camera a fumo e la loro iniezione nei distributori e nei cilindri.
Tale valvola ha la funzione di prevenire il danneggiamento del motore.